# Paulay Erzsi

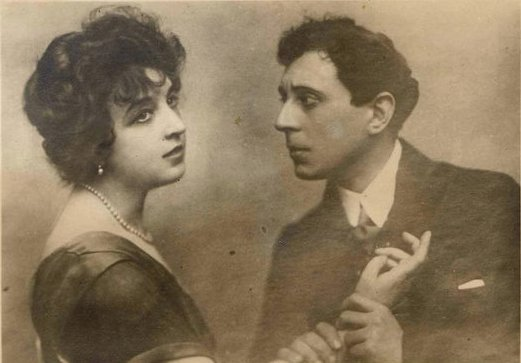
Paulay Erzsi Törzs Jenővel ismeretlen szerepben

Paulay Erzsi (Budapest, 1886. december 16. – Valenza, 1959. június 26.) magyar színésznő, Paulay Ede lánya.

## Életrajza
Paulay Ede (1836–1894) színigazgató és Adorján Berta színésznő (1864–1941) gyermekeként született. Nyolcéves korában vesztette el édesapját, édesanyja ekkor kénytelen volt ismét munkába állni, hogy javítsanak szerény életkörülményeiken. Erzsi kivételes szépséggel bírt és szépen csengő magyarsággal beszélt. 1904-ben elvégezte a Színiakadémiát és a Nemzeti Színház tagja lett, Somló Sándor szerződtette. A próbák során remekelt, azonban előadás alkalmával rendre eluralkodott rajta a lámpaláz, így a felvett pátoszos, recitáló jellegű játékmodora miatt soha nem lett igazi színésznő. Foglalkozását inkább megélhetésből űzte és nem pedig belső késztetésből, céltudatból. Gyakran látta vendégül kollégáit, akik magánemberként imádták társaságát. Előbb Czárán Zoltán úrlovasnak volt a felesége, akitől egy fia született. Válásuk után 1923-ban gróf Vittorio Cerrutti olasz nagykövettel kötött házasságot, ekkor szakított a színjátszással. Járt Pekingben, Moszkvában, Berlinben, Párizsban, Rióban, nagykövetnéként nyelvtudása és tapintatos modora rendkívüli segítséget adott számára. Huzamosabb ideig élt Tokióban, Moszkvában és Rómában. 1923-ban lett a Nemzeti Színház örökös tagja, 1937-ben pedig tiszteletbeli tagja.

## Fontosabb színházi szerepei
- Antigoné (Szophoklész);
- Júlia (William Shakespeare: A makrancos hölgy);
- Éva (Madách Imre: Az ember tragédiája);
- Grófnő (Beaumarchais: Figaro házassága).

## Filmjei
- Bánk bán (ff., magyar némafilm, 1914)
- Elnémult harangok (1916)